# 子貢牛角介
子貢牛角介（学名：Bubuloceratina tzukungi）为深海花介科牛角介屬下的一个种。

## 外部連結
- 維基物種上的相關：子貢牛角介